# Diaphorapteryx hawkinsi
El rascón de Hawkins (Diaphorapteryx hawkinsi) es una especie extinta de ave gruiforme de la familia Rallidae que vivía en las islas Chatham de  Nueva Zelanda.

## Taxonomía
La especie fue descrita en 1892 por el explorador Henry Ogg Forbes en base de restos óseos (incluido un cráneo totalmente conservado), que había recibido del paleontólogo William Hawkins. Originalmente fue colocada en el mismo género que el rascón rojo de Mauricio, Aphanapteryx, pero posteriormente la trasladó a su propio género. Forbes reconoció el tamaño inusual de esta rálida y la estimó en aproximadamente 40 cm de largo y un peso de 2 kg. Además, se caracterizaba por huesos de las patas relativamente cortos y una incapacidad de vuelo completa. Su comida probablemente consistía en insectos y raíces.

## Extinción
Durante mucho tiempo se asumió que la especie fue erradicada por los moriori (los primeros pobladores de las islas Chatham) unos 300 a 450 años antes de la llegada de los europeos a las islas. Sin embargo, recientemente se encontró una carta que el ornitólogo Sigvard Dannefaerd envió a Walter Rothschild de 1895, que describe la apariencia, el comportamiento y el método de caza de los moriori con respecto a la especie.